# Ólom
Az ólom (nyelvújításkori magyar nevén ólmany) a periódusos rendszer egy kémiai eleme. Vegyjele Pb, rendszáma 82. Az ólom a periódusos rendszer legnagyobb rendszámú stabilis eleme, az utána következő 209Bi legstabilisabb izotópjának felezési ideje bőven túlmutat a világegyetem korán, 19 ± 2 ·1018 év. Elemi állapotban ezüstös szürke színű, hajlékony, jól megmunkálható, nyújtható, forrasztható és hegeszthető, korrózióálló nehézfém. Felületét levegőn a további oxidációtól védő sötétszürke oxidréteg vonja be. Legfontosabb érce a galenit (PbS). Felhasználják építkezéseknél, ólomakkumulátorok, lövedékek, forraszanyagok, óntárgyak, sugárzástól védő mellények, pajzsok készítéséhez, ólomtartalmú ötvözetek előállításához. Az ólom és a vegyületei is mérgezőek, idegrendszeri károsodást és agyi elváltozásokat okoz. A mérgezést fokozza, hogy nem ürül ki a szervezetből, kumulálódik.

## Története
Az ólom a legrégebbi idők óta ismert fémek közé tartozik, már az Ótestamentum is említi. Vegyjele a latin Plumbum névből származik. Az ókori Egyiptomban ólmot használtak az agyagedények mázához, de a babilóniai Függőkert padlózata is ólomból készült, hogy visszatartsa a nedvességet. A rómaiak vízvezetékek, vízvezeték-hálózatok kiépítésénél használták előszeretettel.

## Kémiai tulajdonságai
Levegőn állandó, friss vágási felülete ezüstfehér színű, fényét hamar elveszti. Elektromos vezetőképessége a többi fémmel összehasonlítva gyenge. A korrózióval szemben igen ellenálló, többféle maró anyag tárolására is használható (például kénsav). Finom eloszlású állapotban pirofóros, kékesfehér lánggal ég. Ionos vegyületeiben az oxidációs száma +2, kovalens vegyületeiben +4. Negatív standardpotenciálja alapján savakban hidrogén fejlődése közben oldódik, így a sósav és a kénsav is megtámadja, de felületén ilyenkor vízben rosszul oldódó ólom(II)-klorid vagy ólom(II)-szulfát keletkezik, mely meggátolja a további oldódást. Salétromsavban hidrogén és nitrogén-monoxid fejlődése közben oldódik, mivel az ólom(II)-nitrát vízben jól oldódó vegyülete.
3 Pb + 8 H+ + 8 NO−3 → 3 Pb2+ + 6 NO−3 + 2 NO + 4 H2O
Alkálifém-nitrátokkal hevítve ólom(II)-oxiddá oxidálódik, mely könnyen oldódik ecetsavban és salétromsavban. Az ólom(II)-oxidot ecetsavban oldva ólom(II)-acetát nyerhető, mely ólomcukor néven ismeretes; alkálifém-hidroxidokban oldva plumbiteket lehet előállítani.
PbO + 2 OH− + H2O → Pb(OH)2−4
A plumbitek vizes oldatát klórgázzal oxidálva +4-es oxidációs számú ólom(IV)-oxidot kapunk, mely erőteljes oxidálószer, sósavból klórgázt fejleszt. Alkálifém-hidroxidok vizes oldatában feloldódik, plumbátok keletkeznek.
PbO2 + 2 OH− + 2 H2O → Pb(OH)2−6
A vízben könnyen oldható sóiból (ólom(II)-nitrát, ólom(II)-acetát) készíthetőek a vízben nehezen oldható sói – az ólom(II)-hidroxid, az ólom(II)-halogenidek, az ólom(II)-kromát.
Ekvimoláris mennyiségű nátriummal ötvözetet alkot, melyet alkil-halogenidekkel kezelve ólom-tetraalkilt lehet előállítani. Az ólom-tetraalkilek legfőbb képviselője az ólom-tetraetil, melyet régen kopogásgátló üzemanyag-adalékként használtak. A rossz minőségű (alacsony oktánszámú) benzin a motorban idő előtt felrobban a nyomás és a hőmérséklet hatására keletkezett reaktív gyökök miatt. Az ólom-tetraetil megköti ezeket a benzinből származó gyököket, növeli az oktánszámot, ezáltal a benzin nem robban föl idő előtt.

## Előfordulása, előállítása, vegyületei
Az ólom messze a leggyakoribb nehézelem (13 ppm), a gyakorisági sorban a tallium (8,1 ppm) és az urán (2,3 ppm) követi. Gyakorisága azzal magyarázható, hogy négy természetes izotópja közül három a természetes radioaktív bomlási sorok stabilis végtermékei. Csak a 204Pb nem radioaktív eredetű. Legfontosabb érce a galenit (PbS). További ércei még az anglesit (PbSO4), cerusszit (PbCO3), piromorfit (Pb5(PO4)3Cl) és a mimetezit (Pb5(AsO4)3Cl). További 25 ásványa ismeretes, de ezek gazdasági szempontból nem jelentősek. Az ólomásványokban az ólom oxidációs száma mindig +2. Ércei sokfelé előfordulnak, több mint 50 országban folytatnak kitermelést.
Az ólmot a természetben megtalálható leggyakoribb ásványából, a galenitből gyártják. Először levegőn pörkölik, így ólom(II)-oxiddá alakul, melyet később szenes, vagy szén-monoxidos redukcióval fém ólommá redukálnak. A másik előállítási mód szerint az ólom(II)-oxidot galenittel összekeverve pörkölik, így a kéntartalma kén-dioxiddá ég el és fém ólmot kapnak. Bővebben lásd: Színesfémkohászat
Az ólom-azidot robbanóanyagként használják.

## Felhasználása

Szedőterem – Atheneaum Nyomda, cca. 1920

Előnyös tulajdonságai miatt lőszerek gyártásánál használják, illetve az autók akkumulátoraiban is széleskörűen előfordul. Radioaktív sugárzástól védő mellényeket, ruhákat szintén ólomból gyártanak, régebben ólomból készítettek vízvezetékcsövet, ónnal keverve óntárgyakat és forrasztóónt (lágyforrasz) (60%-a ón, 40%-a ólom) készítenek belőle. Felhasználják még építkezéseknél, az ólom(II)-oxid egyes kerámiamázak alapanyaga. A vegyiparban berendezéseket gyártanak belőle, valamint jelentős felhasználási területe az ólomkamrás kénsavgyártás is. A fém annyira puha, hogy szobahőmérsékleten papírra lehet írni vele, ezért a középkorban ólomból készítették az ún. irónt. Az ólom-tetraetil régebben a benzin fontos adalékanyaga volt, kopogásgátlónak használták. A festékipar a míniumot, mint rozsdagátló festéket használta. A nyomdaiparban sokáig betűfémként használták ónnal és antimonnal ötvözve, melyet a fémipar keményólomnak hív.

## Élettani tulajdonságai
A természetben főleg oxidjai és más vegyületei fordulnak elő. Az emberi szervezetbe bejutva kiszorít egyéb, létfontosságú fémeket (vasat, cinket, kalciumot), sejtméregként viselkedik, nagyobb adagban ólommérgezést okoz.
Az ókortól a késő középkorig az ólom-acetátot édesítőszerként és kozmetikumok alkotórészeként használták, ezzel súlyos köszvényt és egyéb megbetegedéseket okozva.
Az ólomból készült vízvezetékek, étkezőeszközök voltak a szervezetbe való bejutás másik útjai. A vörös ólom-oxidot mázas kerámiák előállításához használják. Például az erdélyi Korond fazekasközpontban emiatt főleg az 1950-es évektől az 1990-es évekig (az ólommentes máz megjelenéséig) nagyon sok ólommérgezés történt. Az ólmozott benzin és füstje szintén komoly veszélyforrás volt, de ma már ezt az üzemanyagot nem használják az iparilag fejlett országokban, viszont az iparilag fejletlenebbekben, mint megannyi más továbbadott elavult technológia, a mai napig problémát jelent. A benzin ólmozása egyébként alkohollal helyettesíthető, azonban az 1920-as évektől az olajipari vállalatok anyagi megfontolásból az ólom felhasználása mellett döntöttek.

## Izotópjai
A 204Pb kivételével az összes izotópja megtalálható az urán és a tórium bomlási soraiban. A természetes ólomizotópok közül a 204Pb gyengén radioaktív, stabil izotópjai a 206Pb, a 207Pb és a 208Pb. A 202Pb izotóp felezési ideje körülbelül 53 ezer év.